# Institut des hautes études de l'éducation et de la formation
Ne doit pas être confondu avec Écoles supérieures du professorat et de l'éducation.
 (mai 2017).
L’Institut des hautes études de l’éducation et de la formation (IH2EF), créé par arrêté du 24 décembre 2018, en remplacement de l’école supérieure de l’éducation nationale, de l’enseignement supérieur et de la recherche (ESENESR), elle-même créée en 1997, est un organisme de formation de la fonction publique française destiné à la formation des cadres de l’éducation nationale et de l’enseignement supérieur (attachés d'administration, principaux de collèges, proviseurs de lycées, inspecteurs, médecins scolaires, directeurs généraux de service des universités).
L’Institut des hautes études de l’éducation et de la formation est un service à compétence nationale rattaché au secrétariat général du ministère de l'Éducation nationale et de la Jeunesse et du ministère de l'Enseignement supérieur, de la Recherche et de l'Innovation. L'institut est implanté sur la technopole du Futuroscope.
L'IH2EF est membre du Réseau des écoles du service public et est doté d'un projet stratégique 2022-2027 qui marque un rapprochement avec le monde de la recherche et de l'enseignement supérieur. 
Depuis 2019, l'IH2EF a ouvert un cycle national des auditeurs.

## Évolutions
Créée en 1990[réf. nécessaire], l'école a connu de multiples évolutions :
- entre 1992 et 1994, l'école devient Centre Condorcet, puis, par arrêté du 9 mai 1995[6], elle devient l'École supérieure des personnels d'encadrement du ministère de l'éducation nationale (ESPEMEN). Elle forme principalement les inspecteurs et les conseillers d'administration scolaire et universitaire (CASU) qui viennent d'obtenir leur concours ;
- en 1997, l'ESPEMEN est délocalisée à Chasseneuil-du-Poitou, sur le site du Futuroscope, au sein d'un « pôle » de services liés à l'éducation, avec le Centre national d'enseignement à distance et le Canopé (ex Centre national de documentation pédagogique)[7] et devient une sous-direction du ministère de l'éducation nationale, qui a pour mission la formation initiale et continue des personnels d'encadrement et ATOSS ;
- en 2003, par arrêté du 29 avril 2003, l'École reçoit le nom d'École supérieure de l'éducation nationale[8] (ESEN), service à compétence nationale rattaché à la direction de l'encadrement du ministère de l'éducation nationale ;
- après le vote de la loi LRU le 10 août 2007 (relative aux libertés et responsabilités des universités)[9], l'ESEN enregistre une nette évolution de son activité "Enseignement supérieur" ;
- l'ESEN est rattachée en octobre 2010 à la direction générale des ressources humaines, commune aux ministères de l'éducation nationale et de l'enseignement supérieur et de la recherche ;
- en août 2011, par un arrêté du 24 août[10], modifié par l'arrêté du 1er juin 2015[11], l'ESEN devient l'École supérieure de l'éducation nationale, de l'enseignement supérieur et de la recherche (l'ESENESR)[12] ;
- en décembre 2018, par un arrêté du 24 décembre[1], l'ESENESR devient Institut des hautes étude de l'éducation et de la formation (IH2EF).
- en décembre 2021, par un arrêté du 4 novembre 2021, l'IH2EF est rattaché au secrétariat général.

## Missions
L'IH2EF est le lieu de formation des cadres de l’éducation nationale et de l’enseignement supérieur, comme les attachés d'administration, les principaux de collèges, proviseurs de lycées, inspecteurs, médecins scolaires, directeurs généraux de service des universités.
L’Institut propose une offre de formation[source insuffisante].
L'IH2EF s’est doté d’un projet stratégique et scientifique pluriannuel.

### La formation
L'IH2EF est chargé de la conception, du pilotage et de la mise en œuvre de la formation des personnels d'encadrement pédagogiques et administratifs, des personnels ingénieurs, administratifs, techniques, sociaux et de santé et des personnels des bibliothèques du ministère de l'éducation nationale et de la jeunesse et du ministère de l'enseignement supérieur, de la recherche et de l'innovation, à l'exception de ceux gérés par le service de l'action administrative et de la modernisation.
L'IH2EF intervient en particulier dans la formation statutaire, qui suit la réussite aux concours ainsi que dans la formation d'adaptation à l'emploi et la formation continue,
L'IH2EF forme en particulier les personnels de direction du second degré (principaux et proviseurs), les attachés d'administration, les directeurs de centres d'information et d'orientation, ainsi que les inspecteurs territoriaux, inspecteurs de l'éducation nationale et inspecteurs d'académie - inspecteurs pédagogiques régionaux. Au titre de l'enseignement supérieur, il contribue à la formation des personnels ingénieurs, administratifs, techniques, sociaux et de santé et des bibliothèques. Il assure aussi l'adaptation à l'emploi d'autres fonctionnaires accédant à certaines fonctions, comme celles de conseiller de recteur. Il concourt également au Plan national de formation. Il apporte enfin un soutien sur mesure aux académies dans la mise en place de leur offre de formation.
L'IH2EF est aussi producteur de ressources de formation, en libre accès sur son site internet et déploie son offre de formation à distance sur la plateforme dédiée de l’éducation nationale (M@agistère).
Il reçoit environ 11000 stagiaires par an, dont un peu moins de la moitié en formation statutaire. Son volume d'activité représente environ 40 000 JH en présentiel et autant à distance.

## Organisation
L'IH2EF est rattaché au secrétariat général des ministères de l'éducation nationale et de l'enseignement supérieur, de la recherche et de l'innovation. Il comprend  une direction, deux départements de formation, l'un chargé des formations métier, l'autre de la formation continue sur des sujets plus transversaux et un secrétariat général chargé de l'ensemble de la gestion et de la programmation de l'activité.
Un conseil d'orientation présidé par le secrétaire général fixe les objectifs pluriannuels en rapport avec le projet stratégique. Le directeur présente annuellement devant le conseil d'orientation le bilan d'activité. Un conseil scientifique accompagne les décisions stratégiques de la direction de l'IH2EF, notamment sur le cycle des auditeurs.
Le budget annuel de l'IH2EF est d'environ 5 millions d'euros, composé de deux délégations de programmes sur le 214 et le 150. 
L'IH2EF dispose d'un bâtiment moderne composé de 4 amphithéâtres, d'une trentaine salles de formation, d'un centre de la ressource et de la donnée. Il a une capacité hôtelière de 104 chambres (4 chambres PMR), de 4 appartements VIP et d'un restaurant de 450 couverts (900 repas le midi, 300 repas le soir) servant de cantine administrative pour l'ensemble des administrations du site du Futuroscope.

### Historique des directeurs
| • Joseph Mulet        | 1997-1999   |
| • Jean-Michel Bonnard | 1999-2002   |
| • Armelle Moreau      | 2002-2003   |
| • Bernard Dizambourg  | 2003–2005   |
| • Jean David          | 2005–2007   |
| • Pierre Polivka      | 2007–2011   |
| • Denis Boullier      | 2011-2013   |
| • Jean-Marie Panazol  | 2013-2018   |
| • Bénédicte Robert    | 2018-2019   |
| • Charles Torossian   | depuis 2019 |